# Make Way for Ducklings
Make Way for Ducklings (englisch) ist ein von Robert McCloskey geschriebenes und illustriertes Bilderbuch für Kinder, das 1941 in den Vereinigten Staaten erschien. Das Buch erzählt die Geschichte eines Stockentenpärchens, das entscheidet, seine Familie in einem Teich des Boston Public Garden – einem Park inmitten von Boston in Massachusetts – großzuziehen.
„Make Way for Ducklings“ wurde 1942 aufgrund der Illustrationen mit der Caldecott Medal – einem Preis der amerikanischen Bibliothekarsvereinigung für Kinderbücher – ausgezeichnet.
Diese Illustrationen von Robert McCloskey wurden in Kohle gezeichnet und anschließend auf Zinkplatten lithographiert. Bis zum Jahr 2003 wurden insgesamt über zwei Millionen Kopien verkauft. Aufgrund der Beliebtheit des Buches wurde im Boston Public Garden die Statue einer Entenmutter mit ihren acht Küken errichtet, die eine Attraktion innerhalb des Parks darstellt. Eine vergleichbare und ebenfalls auf der Handlung des Buches basierende Installation findet sich auch im Moskauer Nowodewitschi–Park. Das Buch ist zudem zum offiziellen Kinderbuch von Massachusetts ernannt worden.
Seit der Erstauflage befindet sich das Buch in englischsprachigen Ländern kontinuierlich im Druck und wurde auch als Taschen- und Hörbuch veröffentlicht. Auf Deutsch wurde es 1948 als Familie Schnack und 1967 als Straße frei, die Enten kommen veröffentlicht.

## Hintergrund
McCloskey wurde in Ohio geboren, besuchte jedoch ab 1932 die Vesper George Art School in Boston. Nachdem seine Versuche, sich als Künstler in New York City zu etablieren scheiterten, veröffentlichte er 1940 sein erstes Werk „Lentil“. Das 1941 folgende Make Way for Ducklings war McCloskeys zweite Veröffentlichung.
In seiner Dankesrede bei Verleihung der Caldecott Medal erklärte McCloskey, dass er seine ersten Ideen für das Buch entwickelt habe, als er viel Zeit im Bostoner Public Garden mit dem Füttern von Enten verbracht habe. Inspiriert durch May Massee, dem ersten Leiter der Kinderbuchabteilung des US-amerikanischen Verlages Viking Press, fertigte er Jahre später zunächst ein Wandbild und danach einen ersten Entwurf des Buches an. Um die Geschichte besser illustrieren zu können, verbrachte McCloskey einige Zeit im American Museum of Natural History in New York, befragte einen Ornithologen und kehrte schließlich mit sechs Entenküken zurück, die als Modelle in seinem Studio lebten.

## Handlung

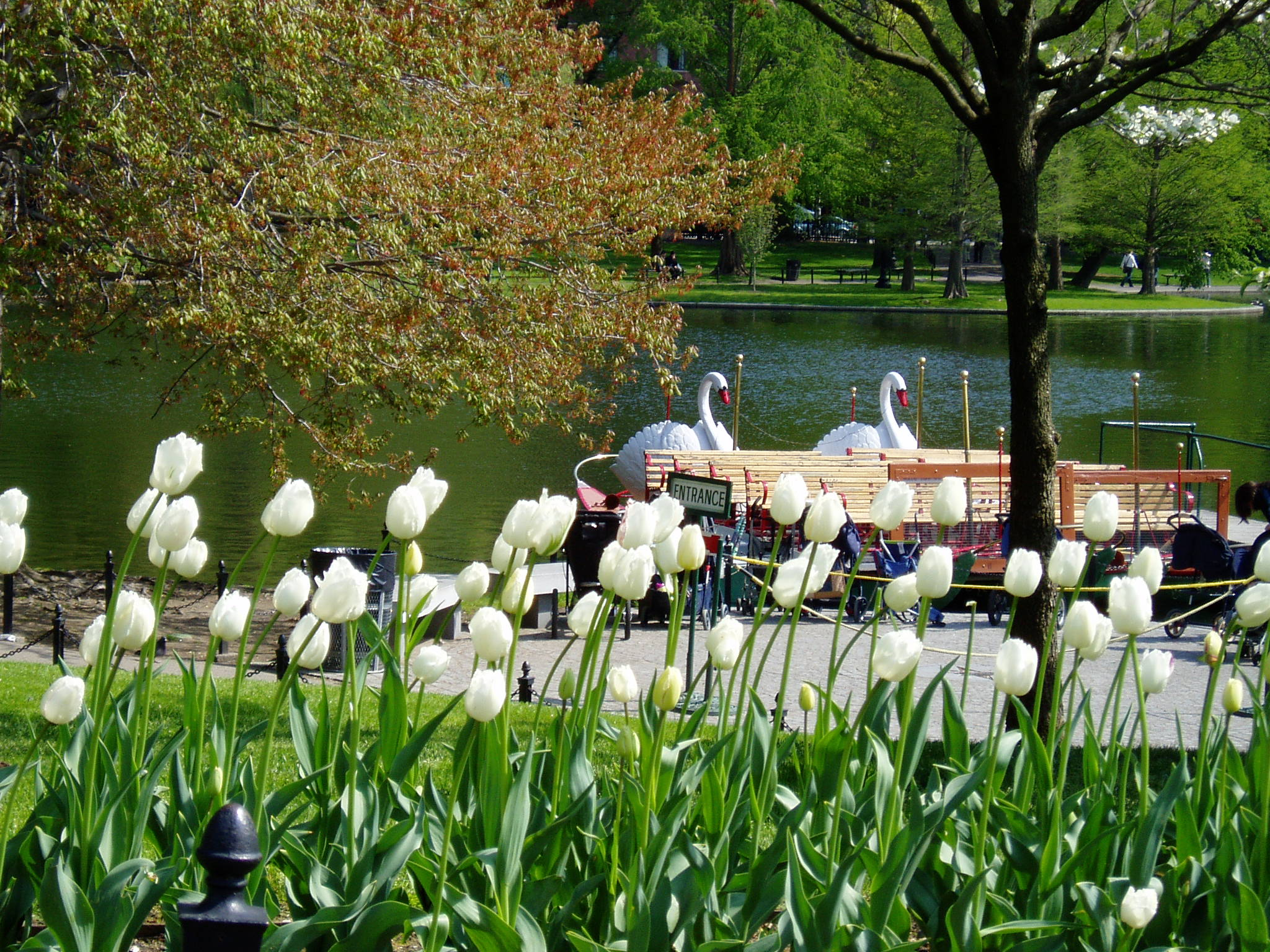
Die berühmten Schwanenboote auf dem großen Teich des Boston Public Gardens halten die Mallards für wirkliche Vögel

Die Geschichte beginnt damit, dass Herr und Frau Mallard (englisch für „Stockente“) nach einer Stelle suchen, an der sie ihre Familie gründen können und dafür eine Reihe unterschiedlicher Orte in Augenschein nehmen. Wann immer hierbei Herr Mallard einen scheinbar geeigneten Ort entdeckt, hat Frau Mallard daran etwas auszusetzen. Ermüdet von ihrer Suche übernachten die Mallards schließlich auf dem großen Teich des Public Gardens. Am Morgen passiert ein Tretboot in Form eines Schwanes, welches sie für einen wirklichen Vogel halten. Vom Boot herübergeworfene Erdnüsse bescheren den Mallards ein zweites Frühstück, so dass Frau Mallard vorschlägt, ihr Nest innerhalb des Public Garden zu bauen. Jedoch wird sie – kaum dass sie den Vorschlag ausgesprochen hat – beinahe von einem Radfahrer überfahren. Die Mallards setzen daraufhin ihre Suche im Stadtgebiet von Boston fort und untersuchen dabei so bekannte Sehenswürdigkeiten wie den Beacon Hill, das Massachusetts State House und den Louisburg Square auf ihre Eignung. Schließlich entscheiden sie sich für eine Insel im Charles River. Von der Insel aus schwimmen sie jeden Tag ans gegenüberliegende Ufer, wo ein Polizist namens Michael sie täglich füttert.
Kurz danach beginnt für die Mallards die Mauser, was sie kurzzeitig am Fliegen hindert. In dieser Zeit brütet Frau Mallard acht Küken aus, die das Ehepaar Mallard Jack, Kack, Lack, Mack, Nack, Ouack, Pack und Quack taufen. Nachdem diese geschlüpft sind, entscheidet Herr Mallard, einen Ausflug stromaufwärts zu unternehmen, um herauszufinden, was sich dort befindet. Die Mallards vereinbaren, sich eine Woche später im Public Garden wiederzutreffen. In der Zwischenzeit lehrt Frau Mallard ihren Küken alles, was diese über das Entenleben wissen müssen.
Eine Woche später führt sie ihre Küken an das Ufer und von dort aus direkt zum Highway. Diesen müssen sie überqueren, um in den Public Garden zu gelangen. Die Fahrzeuge halten jedoch nicht an, so dass der Polizist Michael für sie den Verkehr stoppt. Er sorgt auch dafür, dass entlang der Route von Frau Mallard der Verkehr für die Enten geregelt wird. Die Enten überqueren zunächst den Highway, dann die Embankment Road, wandern entlang der Mount Vernon zur Charles Street und dort schließlich nach Süden in Richtung des Parks. Bei der Überquerung der Beacon Street – die zum Eingang des Parks führt – halten vier Polizisten den Verkehr auf der Kreuzung auf, um damit die Enten ungefährdet passieren zu lassen. Im Public Garden wartet Mr. Mallard auf den Rest seiner Familie, die fortan in diesem verbleibt und dort für immer glücklich weiterlebt.

## Reaktionen
Das Buch ist in den sechzig Jahren seit seiner ersten Veröffentlichung überwiegend gelobt worden. Bei Veröffentlichung 1941 bezeichnete Ellen Bell der New York Times es als “one of the merriest we have had in a long time” (auf Deutsch: „eines der fröhlichsten [Bücher], das wir seit langem hatten“) und pries sowohl den geradezu komödiantischen Aspekt der Prozession über die Beacon Street als auch die “fine large pictures” (auf Deutsch: „die ausgezeichneten, großen Illustrationen“), die sich gleichzeitig auf das Wesentliche konzentrieren und trotzdem detailreich gezeichnet seien.

## Handlung kontra Illustration
Kritiker der letzten Zeit halten die Illustrationen für nachteilig, da sie den Handlungsstrang des Buches schwächen würden. Die „lose konstruierte“ Geschichte böte auch keine einleuchtenden Erklärungen dafür an, aus welchem Grund Herr Mallard die Insel im Charles River verlasse oder die Mallards nicht einfach fernab der Radfahrer im Public Garden blieben. McCloskey selbst antwortete auf diese Kritik mit dem Hinweis, vorrangig ein Künstler zu sein, der eben auch Kinderbücher schreibe und nicht umgekehrt. Kritiker halten zudem die Persönlichkeit der Eltern für unzureichend charakterisiert. Sie entsprächen einem stereotypen Bild besorgter Eltern und zeigten vielfach die gleiche, wenig aussagekräftige Mimik.
Vereinzelte Kritiker nehmen an, dass Kinder dieses Buch vor allem deshalb mögen, weil die Zeichnungen die Sehenswürdigkeiten der Stadt Boston aus der Perspektive einer Ente zeigten und jedes Küken seine eigene Persönlichkeit besitze. Robert McCloskey zeichnete die einzelnen Küken, wie sie sich langweilen, Fragen stellen, schläfrig sind, sich kratzen oder hinter dem Rücken ihrer Geschwister übereinander tuscheln. Kinder würden sich aufgrund des eigenen Verhaltens mit den Küken identifizieren können. Die beiden Eltern würden dagegen als umsorgende Beschützer und Lehrer dargestellt werden.

### Einsatz von Seitenumbrüchen
Andere Kritiker heben McCloskeys Nutzung von Seitenumbrüchen hervor, mit der er das Lesetempo steuere: die Seiten, auf denen nur ein Satz stünde, zwängen den Leser, die Seite schnell umzublättern und so das Gefühl von Bewegung zu erzeugen. Dies gälte insbesondere während der Suche nach einem geeigneten Nistplatz und der Phase, in der Frau Mallard den Küken die wesentlichen Fertigkeiten lehrt. McCloskey verwendet den Seitenumbruch zudem für Überraschungsmomente. So glauben die Mallards auf Seite elf einen geeigneten Platz gefunden zu haben:
‘Good,’ said Mr. Mallard, delighted that at last Mrs. Mallard had found a place that suited her. ‘But —’ (S. 11)
„Gut“, sprach Herr Mallard, entzückt, dass Frau Mallard schließlich einen Platz gefunden hatte, der ihr gefiel. „Aber –“
Die Mallards werden dann auf Seite 13 mit einem Radfahrer konfrontiert, der Frau Mallard beinahe überfährt.
‘Look out!’ squawked Mrs. Mallard, all of a dither. ‘You’ll get run over!’ (S. 13)
„Pass auf!“ kreischte Frau Mallard, am ganzen Körper zitternd, „Du wirst überfahren!“
Die unterbrochene Satzstruktur erzwingt einen schnellen Seitenwechsel, der – nach Ansicht der Kritiker – die Überraschung auf der folgenden Seite erhöhe.

### Geschlechterrollen
Make Way for Ducklings wurde in den 1940er Jahren veröffentlicht. Zu diesem Zeitpunkt hatte die Frauenbewegung noch nicht das Augenmerk auf die ungleiche Darstellung von Geschlechterrollen in Kinderbüchern gelenkt. Kritiker heben hervor, dass Kinderbücher dieser Zeit häufig eine männlich dominierte Gesellschaft porträtierten. Diesem Trend folge Make Way for Ducklings dagegen nicht. Im Gegensatz zu anderen Büchern dieser Zeit – wie etwa What Girls Can Be, welches Frauen als unterwürfig, beschränkt und schwach stereotypisiere – präsentiere McCloskey Frau Mallard als unabhängige, und nicht devote, weibliche Persönlichkeit.  So müsse Frau Mallard aufgrund des Ausflugs ihres Gatten ihre Kinder alleine heranziehen. McCloskey zeige sie als fähige Frau, die nicht auf die Unterstützung einer männlichen Person angewiesen sei. Diese Darstellungsweise war für einzelne Kritiker der Anlass, das Buch als „prä-feministisch“ zu bezeichnen.

## Kulturelle Auswirkungen
Die Stadt Boston – der Handlungsort des Buches – hat sich das erfolgreiche Kinderbuch weitgehend zu eigen gemacht: Im Boston Public Garden, in dem sich die Mallards schließlich niederließen, wurde am 4. Oktober 1987 eine Bronzestatue der Frau Mallard mit ihren acht Küken errichtet. Während die größte der Figuren nur einen Meter hoch ist, zieht sich der im Kopfsteinpflaster eingelassene Zug der Entenküken elf Meter hin. Die Statue ist eine Ehrung der Kindergeschichte von McCloskey „whose story […] has made the Boston Public Garden familiar to children throughout the world.“ (deutsch: „dessen Geschichte den Boston Public Garden Kindern der ganzen Welt nahegebracht hat“).
Seit 1978 findet in der Stadt jeden Frühling eine „Duckling Day Parade“ – eine Parade am Tag des Kükens – statt, in der sich Kinder als Entenküken verkleiden und mit ihren Eltern den Weg der Frau Mallard abgehen.
1955 zeichnete Weston Woods auf Basis des Buches einen Zeichentrickfilm.
Im Jahr 2000 schlugen Schüler aus Canton, Massachusetts, vor, „Make Way for Ducklings“ zum offiziellen Kinderbuch des US-Bundesstaates Massachusetts zu ernennen. Ihr Anliegen wurde zunächst von Vertretern aus Springfield blockiert, die ein Werk des Springfielders Dr. Seuss an dieser Stelle sehen wollten. Ein Kompromiss löste das Problem, indem Dr. Seuss zum offiziellen Kinderbuchautor und Make Way for Ducklings zum offiziellen Kinderbuch erklärt wurde.
Eine der Statue des Bostoner Public Garden ähnliche Installation wurde am 30. Juli 1991 im Moskauer Novodevichy Park als Teil der Feierlichkeiten zum START-Vertrag errichtet. Die 12 Meter lange Statue wurde der Sowjetischen Präsidentengattin Raissa Gorbatschowa von der amtierenden amerikanischen First Lady Barbara Bush als Geschenk an die Kinder der Sowjetunion präsentiert. Vier der Küken wurden allerdings im Laufe der Zeit gestohlen – das erste verschwand im Jahre 1991 und drei weitere im Februar 2000. Die Diebe schnitten die Statuen an den Beinen ab, vermutlich in der Hoffnung, sie als Altmetall verkaufen zu können. Die Enten wurden im September 2000 während einer Umwidmungs-Zeremonie im Beisein des früheren sowjetischen Präsidenten Michail Gorbatschow ersetzt.